# شوكي المنقار
شوكيّ المِنقار (الاسم العلمي: Acanthorhynchus)، جنس طير من فصيلة آكلات العسل. يضم نوعان شوكي المنقار الغربي وشوكي المنقار الشرقي أعطانها الأصيلة في أستراليا. يبلغ طولهما 15 سم، ألوانه الأسود والأبيض والكستنائي. قوته الرحيق والحشرات. موائله الرئيسية الغابات والحدائق والشجيرات.